# Tamopsis weiri
Tamopsis weiri là một loài nhện trong họ Hersiliidae. T. weiri được miêu tả năm 1995 bởi Martin Baehr & Barbara Baehr.